# Talsperre El Cadillal
Die Talsperre El Cadillal bzw. Talsperre Dr. Celestino Gelsi (spanisch Represa El Cadillal bzw. Dique El Cadillal oder Represa Dr. Celestino Gelsi) ist eine Talsperre mit Wasserkraftwerk in der Provinz Tucumán, Argentinien. Sie staut den Río Salí zu einem Stausee auf. Die Talsperre und das zugehörige Wasserkraftwerk werden auch als Wasserkraftwerkskomplex El Cadillal (span. Complejo hidroeléctrico El Cadillal) bezeichnet. Die Provinzhauptstadt San Miguel de Tucumán liegt rund 15 km südlich der Talsperre.
Die Talsperre dient der Stromerzeugung und der Trinkwasserversorgung. Mit ihrem Bau wurde 1962 begonnen. Sie wurde im Dezember 1965 fertiggestellt. Die Talsperre und das Wasserkraftwerk sind in Staatsbesitz (Secretaría de Energía de la Nación). Die Konzession für den Betrieb wurde der Hidroeléctrica Tucumán S.A. am 3. Juli 1996 übertragen. Die Talsperre wurde nach einem ehemaligen Gouverneur der Provinz Tucumán, Celestino Gelsi, benannt.

## Absperrbauwerk
Das Absperrbauwerk ist ein Schüttdamm mit einer Höhe von 72 m über dem Flussbett (maximale Höhe 85 m). Die Dammkrone liegt auf einer Höhe von 616 m über dem Meeresspiegel. Die Länge der Dammkrone beträgt 503 m, ihre Breite an der Krone 10 m. Das Volumen des Absperrbauwerks liegt bei 4,1 (bzw. 4,385) Mio. m³.
Der Staudamm verfügt sowohl über eine Hochwasserentlastung als auch über einen Grundablass. Über die Hochwasserentlastung können maximal 1000 (bzw. 1300 oder 1500) m³/s abgeleitet werden, über den Grundablass maximal 85 m³/s.

## Stausee
Das normale Stauziel liegt zwischen 577,5 und 607,5 m. Bei einem Stauziel von 607,5 m erstreckt sich der Stausee über eine Fläche von rund 10,62 (bzw. 13) km² und fasst 217 (bzw. 240 oder 300) Mio. m³ Wasser. Das maximale Stauziel beträgt 611 m, das minimale 562 m.

## Kraftwerk
Das Maschinenhaus des Kraftwerks befindet sich etwa 500 m von der Talsperre entfernt auf dem rechten Flussufer. Die installierte Leistung beträgt 12 (bzw. 13 oder 14) MW. Die durchschnittliche Jahreserzeugung wird mit 48 (bzw. 52 oder 52,9) Mio. kWh angegeben. Die Jahreserzeugung schwankt: sie lag 2005 bei 26,34 Mio. kWh und 2001 bei 63,93 Mio. kWh. Das Kraftwerk ging am 8. August 1966 in Betrieb.
Die zwei Turbinen leisten jeweils maximal 6 (bzw. 6,86) MW und die Generatoren jeweils 7 MVA. Die Nenndrehzahl der Turbinen beträgt 500 min−1. Die Fallhöhe liegt zwischen 35 und 63,7 m. Der Durchfluss beträgt 12 m³/s (maximal 12,5, minimal 4,4 m³/s). In der Schaltanlage wird die Generatorspannung von 13,2 kV mittels Leistungstransformatoren auf 132 kV hochgespannt.